# Paterson Joseph
Paterson Joseph (Londen, 22 juni 1964) is een Brits acteur.

## Biografie
Joseph werd geboren in Londen bij ouders die uit Saint Lucia kwamen. Hij doorliep de middelbare school aan de Cardinal Hinsley R.C. High School in noordwest Londen. Het acteren leerde hij aan de Studio '68 of Theatre Arts en aan de London Academy of Music and Dramatic Art, beide in Londen. 
Zijn debuut maakte Joseph in 1989 in de televisieserie Streetwise, waarna hij nog meerdere rollen speelde in televisieseries en films. Hij is vooral bekend van zijn rol als Mark Grace in de televisieserie Casualty waar hij in 41 afleveringen speelde (1997-1998), als hoofd recherche Wes Leyton in de televisieserie Law & Order: UK waar hij in 14 afleveringen speelde (2013-2014) en als IT-specialist Lyndon Jones in de televisieserie Green Wing waar hij in 9 afleveringen speelde (2004-2007). Naast het acteren voor televisie is hij ook actief in lokale theaters. 
De acteur woont met zijn gezin (echtgenote en één zoon) in Frankrijk. Voordat hij acteur werd, was hij actief als chef-kok.

## Filmografie

### Films
Uitgezonderd korte films.
- 2023 Wonka - als Arthur Slugworth
- 2015 Rise and Fall of the City of Mahagonny - als stem
- 2012 Julius Caesar - als Brutus
- 2010 Rules of Love - als Tyler
- 2010 Blood and Oil - als Ed Daly
- 2008 The Other Man - als Ralph
- 2005 Open Wide - als Neil
- 2005 Æon Flux - als Giroux
- 2005 Elmina's Kitchen - als Deli
- 2004 Ghosts of Albion: Embers - als Nigel Townsend (stem)
- 2004 Sex Traffic - als Martin
- 2004 The Baby Juice Express - als Sean Boetang
- 2003 Ghosts of Albion: Legacy - als Nigel Townsend (stem)
- 2003 Loving You - als Felix Fisher
- 2001 Now You See Her - als Mark
- 2001 The Long Run - als Gasa
- 2000 Greenfingers - als Jimmy
- 2000 The Beach - als Keaty
- 1993 In the Name of the Father - als Benbay

### Televisieseries
Uitgezonderd eenmalige gastrollen.
- 2023 Boat Story - als Samuel Wells - 6 afl.
- 2022 That Dirty Black Bag - als Thompson - 8 afl.
- 2020-2022 Noughts + Crosses - als Kamal Hadley - 7 afl.
- 2022 Chelmsford 123: The Revival - als Functio - 3 afl.
- 2020-2021 The Sandman - als The Demon Choronzon (stem) - 21 afl.
- 2021 Vigil - als Neil Newsome - 6 afl.
- 2020 Avenue 5 - als Harrison Ames - 2 afl.
- 2016-2018 Timeless - als Connor Mason - 27 afl.
- 2017 Rellik - als Isaac Taylor - 6 afl.
- 2003-2015 Peep Show - als Alan Johnson - 18 afl.
- 2015 You, Me and the Apocalypse - als generaal Arnold Gaines - 9 af
- 2014-2015 The Leftovers - als Wayne Gilchrest - 7 afl.
- 2015 Safe House - als Mark - 4 afl.
- 2014 Babylon - als Charles Inglis - 7 afl.
- 2013-2014 Law & Order: UK - als hoofd recherche Wes Leyton - 14 afl.
- 2011-2013 Case Histories - als Patrick Carter - 3 afl.
- 2008-2010 Survivors - als Greg Preston - 12 afl.
- 2009 Boy Meets Girl - als Jay Metcalfe - 4 afl.
- 2009 The No. 1 Ladies' Detective Agency - als Cephas Buthelezi - 2 afl.
- 2006-2008 That Mitchell and Webb Look - als Simon - 8 afl.
- 2008 Chop Socky Chooks - als KO Joe - 26 afl.
- 2006-2007 Hyperdrive - als Space Marshall Clarke - 7 afl.
- 2007 Jekyll - als Benjamin - 4 afl.
- 2004-2006 Green Wing - als Lyndon Jones - 9 afl.
- 2005 Doctor Who - als Rodrick - 2 afl.
- 2003-2005 William and Mary - als Ruben - 10 afl.
- 2005 Dalziel and Pascoe - als mr. Alisdair Collinson - 2 afl.
- 2004 My Dad's the Prime Minister - als rechercheur Gary McRyan - 6 afl.
- 2004 Dead Ringers - als Mickey Stone - 2 afl.
- 2002 Silent Witness - als sergeant Terry Harding - 2 afl.
- 2002 Waking the Dead - als Dermot Sullivan - 2 afl.
- 2001 Cold Feet - als Suggs - 2 afl.
- 1997-1998 Casualty - als Mark Grace - 41 afl.
- 1996 Neverwhere - als Marquis De Carabas - 6 afl.
- 1994 Soldier Soldier - als fuselier Eddie Nelson - 8 afl.
- 1989 Streetwise - als Dave - 9 afl.

- Bibliothèque nationale de France: cb165531106 (data)
- Gemeinsame Normdatei: 1151163848
- International Standard Name Identifier: 0000 0000 4879 9908
- Library of Congress Control Number: no2003115943
- MusicBrainz: a64a24dc-ba03-4c06-935e-cbfb3f2d3e17
- Nationale Bibliotheek van Tsjechië: xx0328872
- Nationale Bibliotheek van Israël: 987007434443605171
- Nederlandse Thesaurus van Auteursnamen: 264114353
- Réseau des bibliothèques de Suisse occidentale: 02-A023028729
- Virtual International Authority File: 34156373
- WorldCat: E39PBJdWPm8XwxXHh6XgBk9xDq